# Andrei Kurnjawka

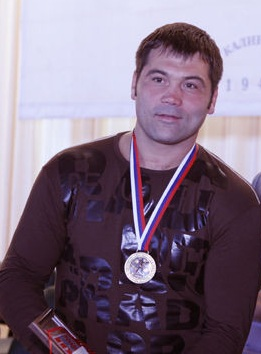
Andrei Kurnjawka

Andrei Petrowitsch Kurnjawka (russisch Андрей Петрович Курнявка, englische Transkription Andrey Petrovich Kurnyavka; * 4. Mai 1968 in Frunse, Kirgisische SSR, UdSSR) ist ein ehemaliger Boxer aus Kirgisistan. Er startete für die Sowjetunion, für die er Boxweltmeister von 1989 im Mittelgewicht und Vizeweltmeister von 1991 im Halbschwergewicht wurde, und ab 1992 für Kirgisistan.

## Werdegang
Er gewann bereits 1986 die Junioren-Europameisterschaften in Kopenhagen und schlug dabei Henry Forss aus Finnland, Brian Lentz aus Dänemark sowie Mario Nesemann aus der DDR. 1989 gewann er die Sowjetischen Meisterschaften im Mittelgewicht und erkämpfte eine Bronzemedaille bei den Europameisterschaften desselben Jahres in Athen. Nach Siegen gegen Sven Ottke aus Deutschland und Fatmir Makoli aus Jugoslawien verlor er erst im Halbfinale gegen Henry Maske aus der DDR.
Im Oktober 1989 nahm er noch im Mittelgewicht an den Weltmeisterschaften in Moskau teil. Dabei besiegte er den US-Meister und Golden Gloves Champion Ray Lathon (28:15), den ungarischen Olympiateilnehmer von 1988 Zoltán Füzesy (11:4) und im Finale den amtierenden Weltmeister Ángel Espinosa aus Kuba (28:12). Anschließend stieg er ins Halbschwergewicht auf.
Dort gewann er im August 1990 die Goodwill Games in Seattle, mit Siegen gegen Sándor Hranek aus Ungarn, Jeremy Williams aus den USA und Terry McGroom aus den USA. Bei den Weltmeisterschaften 1991 in Sydney, gewann er die Silbermedaille. Er hatte sich dabei gegen den Italienischen Meister und Olympiateilnehmer Roberto Castelli (t.K.o.), den späteren zweifachen Profiweltmeister John Ruiz aus den USA (20:14) und den kanadischen Olympiateilnehmer Dale Brown (24:12) durchgesetzt. Im Finale unterlag er schließlich gegen den Deutschen Torsten May (14:27), der im Jahr darauf auch noch die Goldmedaille bei den Olympischen Spielen errang.
Bei den 26. Olympischen Sommerspielen 1996 in Atlanta verlor er im Schwergewicht in der Vorrunde gegen Félix Savón aus Kuba (3:9).
Er boxte auch in der deutschen Bundesliga, unter anderem 1991 für den Schweriner SC. Seit 2007 engagiert er sich als Ringrichter und Punktrichter und wurde Vizepräsident der Moscow Boxing Federation. 
Kurnjawka war aber auch wegen Drogenhandels in Deutschland zu einer mehrjährigen Haftstrafe verurteilt worden. Er hatte mehrere Kilogramm Heroin von Kirgisistan nach Hannover geschmuggelt. Wegen guter Führung war er jedoch vorzeitig entlassen und in seine Heimat Kirgisistan abgeschoben worden. In den Jahren 2000 und 2002 wurde er das Opfer von Schusswaffenattentaten. Bei letzterem wurde er vor seinem Haus in Bischkek niedergeschossen.